# Lino Brocka
Catalino Ortiz Brocka, bättre känd som Lino Brocka, född 3 april 1939, död 21 maj 1991, var en av de mest kända filmregissörerna från Filippinerna.